# Mansart (cràter)
Mansart és un cràter d'impacte en el planeta Mercuri de 84,97 km de diàmetre. Porta el nom de l'arquitecte francès Jules Hardouin Mansart (c. 1646-1708), i el seu nom va ser aprovat per la Unió Astronòmica Internacional el 1979.